# Fakkel
 For alternative betydninger, se Fakkel (flertydig). (Se også artikler, som begynder med Fakkel)
En fakkel (fra latin facula der faktisk betyder lille fakkel; se tysk Wiktionary) er en lyskilde bestående af en brændende træstav. Fakler er i dag ikke i daglig brug, men anvendes ceremonielt, blandt andet ved fakkeloptog og den olympiske ild. Fakler er blevet anvendt siden mennesket begyndte at anvende ild.
Moderne fakler består af en smal cylinder med flere lag vokset papir med et håndtag af en rundstav af træ nederst. En fakkel af denne type brænder på omkring en time afhængig af vindforholdene. Stykker af brændende papir kan løsne sig fra faklen.

## Fakler som symbol
Faklen anvendes som et tegn på oplysning, håb, frihed og gud.
Faklen anvendes blandt andet i Frihedsgudinden i New York.